# Stockholms frihamn

Stockholms frihamn är en östersjöhamn i nordöstra Stockholm som tillhör koncernen Stockholms Hamnar. Området som betecknas "Frihamnen" begränsas av Lindarängen i söder, Louddens oljedepå och Lilla Värtan i öst, Värtahamnen i norr och Tegeluddsvägen i väst. 
Stockholms frihamn öppnade som ett provisorium 1919 och byggdes ut ända fram till 1970-talet, då containerhamnen stod klar. I mitten av 1990-talet upphörde frihamnsfunktionen. 
År 1990 öppnade Tallinnterminalen, numera Frihamnsterminalen. I dag går trafiken mot S:t Petersburg härifrån medan trafiken mot Tallinn och Riga utgår från Värtahamnen. År 2009 invigdes en ny kryssningsterminal för de internationella kryssningsfartygen som byter passagerare i Stockholm. I framtiden kommer bara färje- och kryssningstrafiken att finnas kvar i Frihamnen. Hela området har klassats som riksintresse för sjöfarten.
| Stockholms frihamn sedd från Kaknästornet i oktober 2009. Vänster bild: Den röda byggnaden i bildens mitt är Magasin 1, till höger om den ligger Magasin 2 och 3 och därunder Banankompaniets vita hus. Längst ner i undre bildkant skymtar Fordbyggnadens tak. Höger bild: På Frihamnspiren ligger Lantmännens två silobyggnader och den gula tegelbyggnaden längst ut till höger är Magasin 6. I nedre bildkant syns Magasin 5 (röd tegelbyggnad) och taket av Magasin 7. I bakgrunden syns Lilla Värtan och Lidingöbron. |  | Stockholms frihamn sedd från Kaknästornet i oktober 2009. Vänster bild: Den röda byggnaden i bildens mitt är Magasin 1, till höger om den ligger Magasin 2 och 3 och därunder Banankompaniets vita hus. Längst ner i undre bildkant skymtar Fordbyggnadens tak. Höger bild: På Frihamnspiren ligger Lantmännens två silobyggnader och den gula tegelbyggnaden längst ut till höger är Magasin 6. I nedre bildkant syns Magasin 5 (röd tegelbyggnad) och taket av Magasin 7. I bakgrunden syns Lilla Värtan och Lidingöbron. |
| Stockholms frihamn sedd från Kaknästornet i oktober 2009. Vänster bild: Den röda byggnaden i bildens mitt är Magasin 1, till höger om den ligger Magasin 2 och 3 och därunder Banankompaniets vita hus. Längst ner i undre bildkant skymtar Fordbyggnadens tak. Höger bild: På Frihamnspiren ligger Lantmännens två silobyggnader och den gula tegelbyggnaden längst ut till höger är Magasin 6. I nedre bildkant syns Magasin 5 (röd tegelbyggnad) och taket av Magasin 7. I bakgrunden syns Lilla Värtan och Lidingöbron. |  | |

## Historik

### 1900-1945

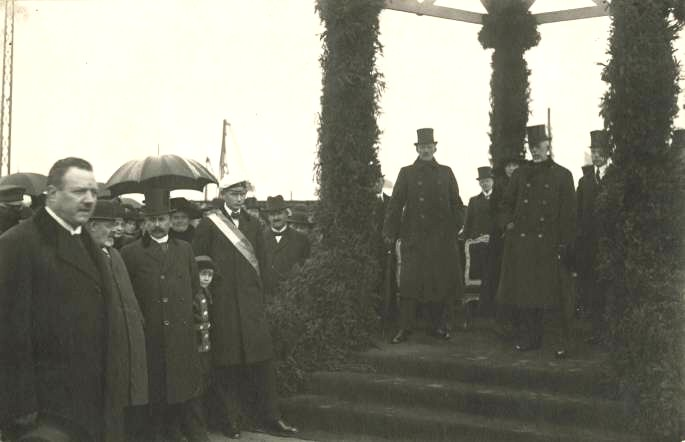
Invigning av Frihamnens första byggnadsetapp 1919 av Gustaf V.

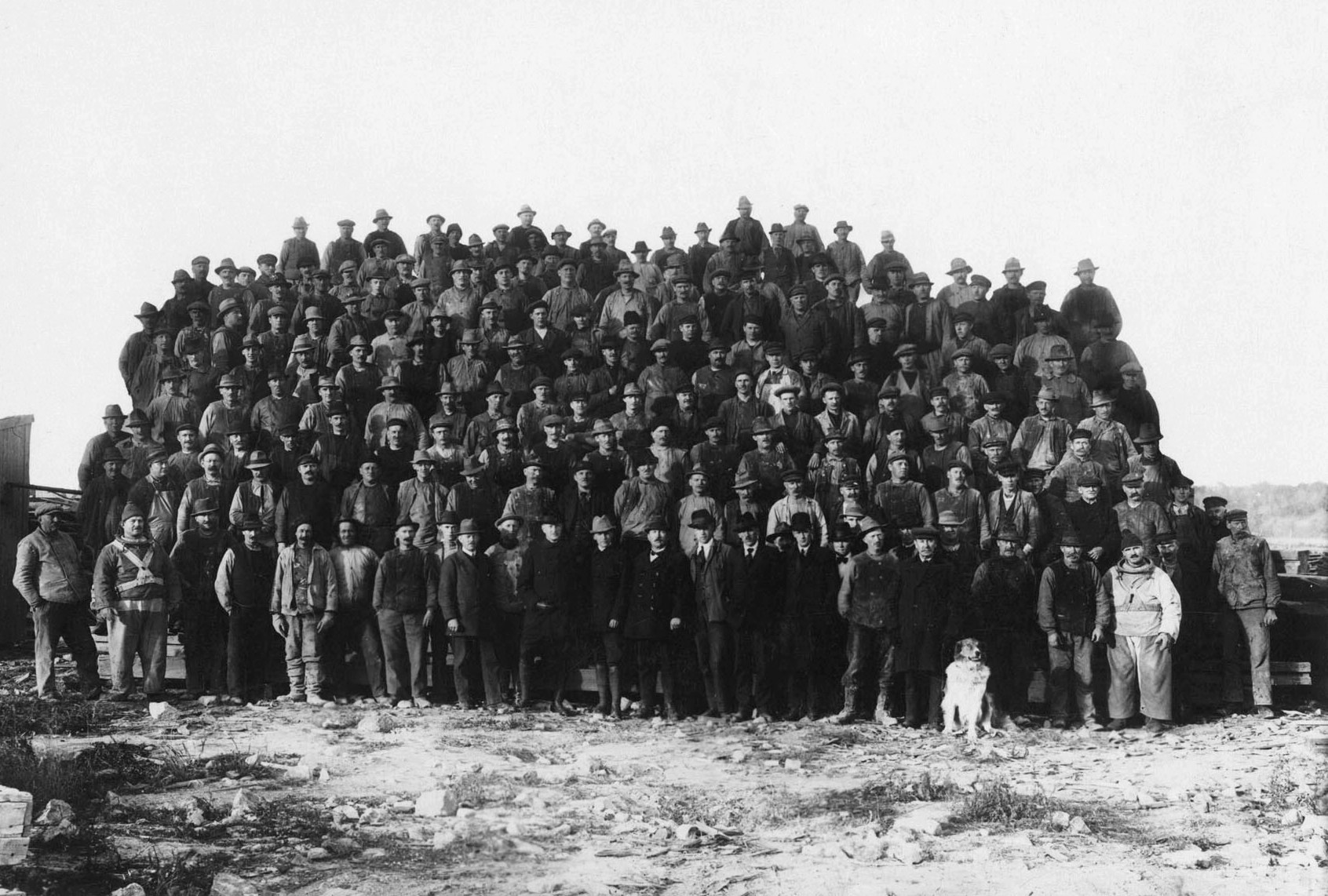
Frihamnens arbetsstyrka 1922.

Fram till sekelskiftet 1900 var Skeppsbron och Stadsgårdshamnen Stockholms stora hamnanläggningar. År 1909 grundades Stockholms hamnstyrelse med ansvar för hamnens drift och investeringar. Styrelsen beslöt att bygga ut befintliga hamnar och anlägga nya. Stadsgårdshamnen byggdes vidare österut och stod klar 1916. Hammarbyhamnen anlades när Hammarby sjö sänktes och Hammarbyleden öppnade 1926.
Redan 1907 gav en statlig förordning möjlighet att inrätta frihamnar, alltså hamnar dit varor kunde föras och lagras utan att förtullas. Området betraktas i tullhänseende som utrikes ort och förtullning sker först när varorna förs ut från hamnområdet och in i landet. Hamnstyrelsen var dock skeptisk och motsatte sig frihamnsplanerna så sent som 1915. Bland annat förordades en frihamn i Hammarbyhamnen.
Efter en del utredningar beslutade Stockholms stadsfullmäktige 1917 att bygga en frihamn vid Lilla Värtan och 1919 invigdes Sveriges första ännu provisoriska frihamn av Gustaf V. Göteborgs frihamn invigdes två år senare den 31 augusti 1922 av kronprins Gustaf Adolf, och ägdes då av Göteborgs Frihamns AB. 
År 1925 övertogs Frihamnens drift i Stockholm av ett nytt bolag AB Stockholms Frihamn med staden som ägare och 1926 var hela anläggningen klar.
Hamnanläggningarna fick betongkajer med spårbundna kranar och 10 meters djup i hamnbassängerna.
På området uppfördes flera stora magasinsbyggnader. Magasin 1, 2 och 3 byggdes 1918-1926 och är ritade av Åke Tengelin. Konstruktionen var av armerad betong och i tre till sex plan. Magasin 1 utfördes med rödfärgade putsfasader och Magasin 2 och 3 i rött tegel. Anläggningen fick även en egen bangård och industrispår med anknytning till Värtabanan. I övrigt fanns inom hamnen lokaler för hamnförvaltningen, tullförvaltning och tulltaxering samt post-, telegraf och järnvägsexpeditioner.
Söder om Frihamnen öppnades Lindarängens sjöflyghamn 1921 och 1927 började Louddens oljehamn byggas. Frihamnen blev successivt utökad och fördjupad. 1927–1928 uppfördes Banan-Kompaniets byggnad som innehöll kontor, bananmogningsrum, lager, packningshallar vid egen lastkaj samt eget järnvägsspår. Anläggningen var på sin tid modernast i Europa. Byggnaden har, efter renovering i mitten på 1990-talet, fortfarande i dag (2011) samma funktion.
På 1930-talet byggdes Lantmännens siloanläggning bakom Magasin 3 på Frihamnspiren. Silon tillbyggdes senare och har fortfarande samma funktion och ägare.
År 1931 uppfördes den stora Fordhuset Ford Motor Company; en funktionalistisk skapelse i glas och stål ritad av arkitekt Uno Åhrén. Här inrymdes en sammansättningsfabrik för Fordbilar, reservdelslager, utställningshall och kontor. Efter andra världskriget tillkom en utökning av anläggningen och bilproduktion enligt löpandebandsprincipen för att kringgå importrestriktionerna. Numera (2011) är byggnaden uthyrd till börsföretaget OMX.

### Historiska bilder

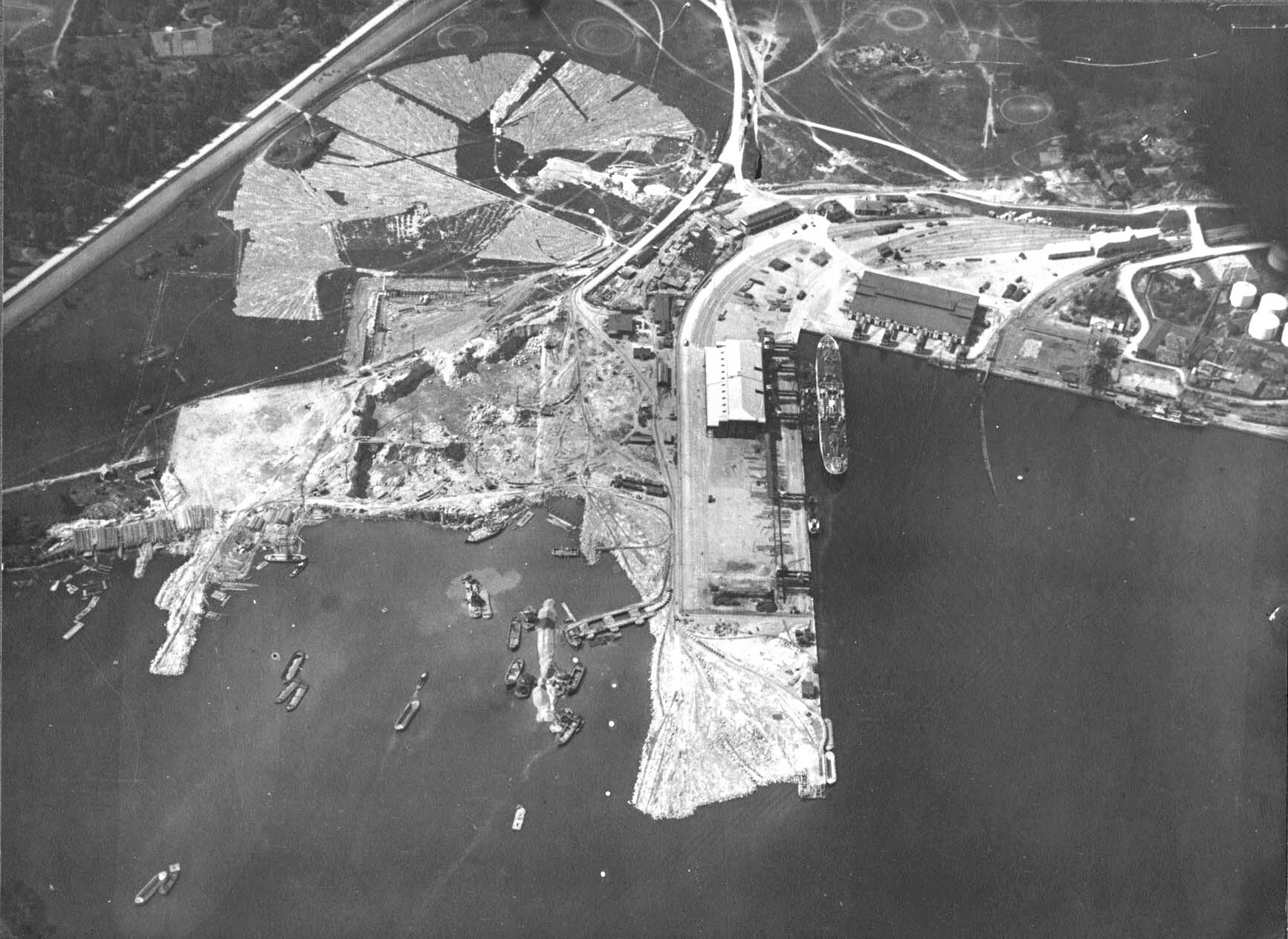
Frihamnens anläggningsarbeten år 1922, i bildmitt syns den framtida Frihamnspiren.
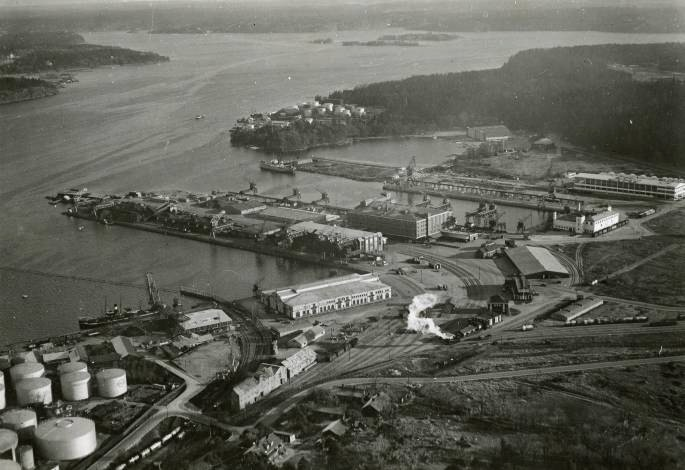
Frihamnen 1930 med Lindarängsviken innan igenfyllnad.
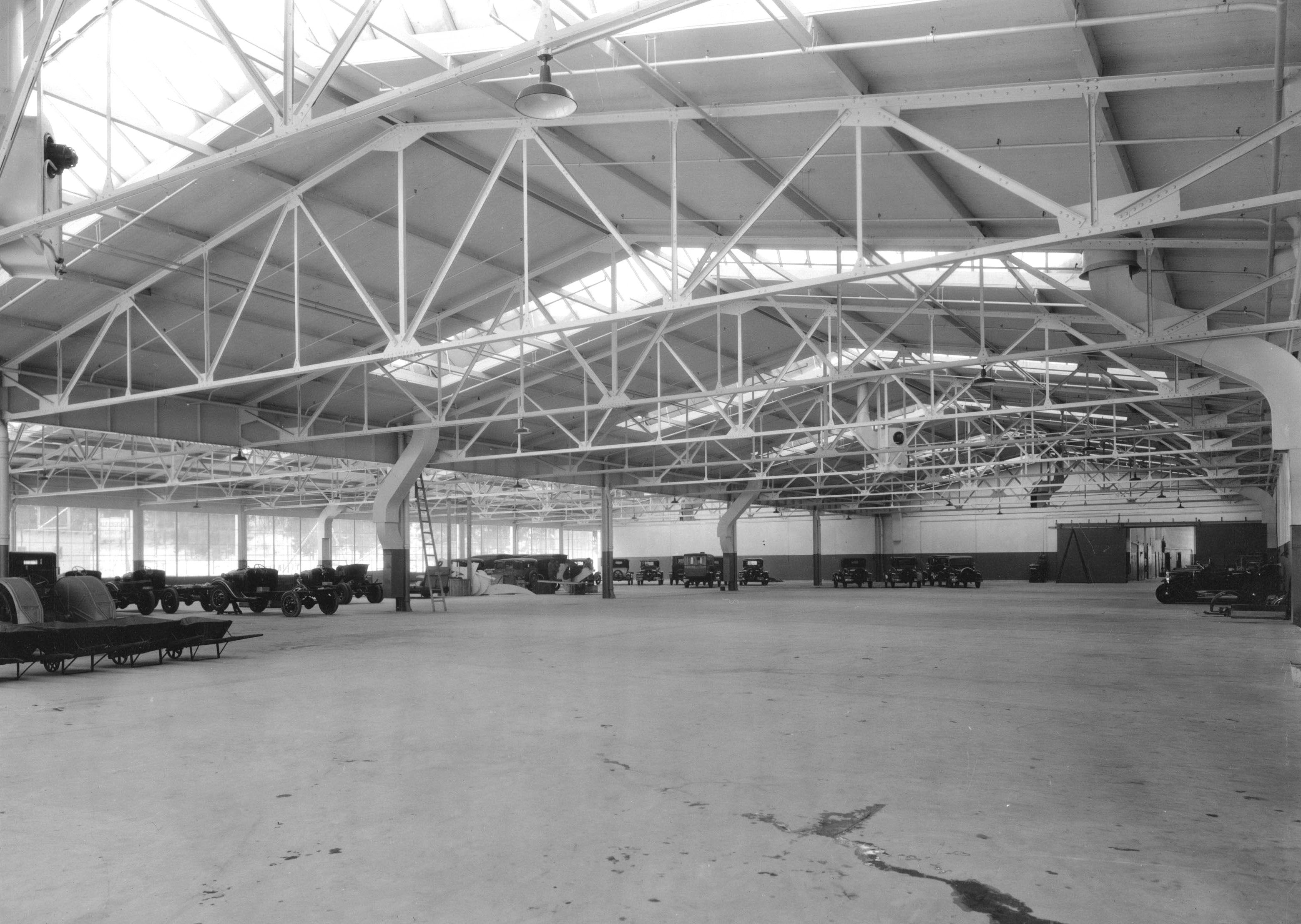
Fordhusets bilhall på 1930-talet.
Stockholms frihamn, fartyg och kranar den 9 oktober 1945.

### Efter 1945

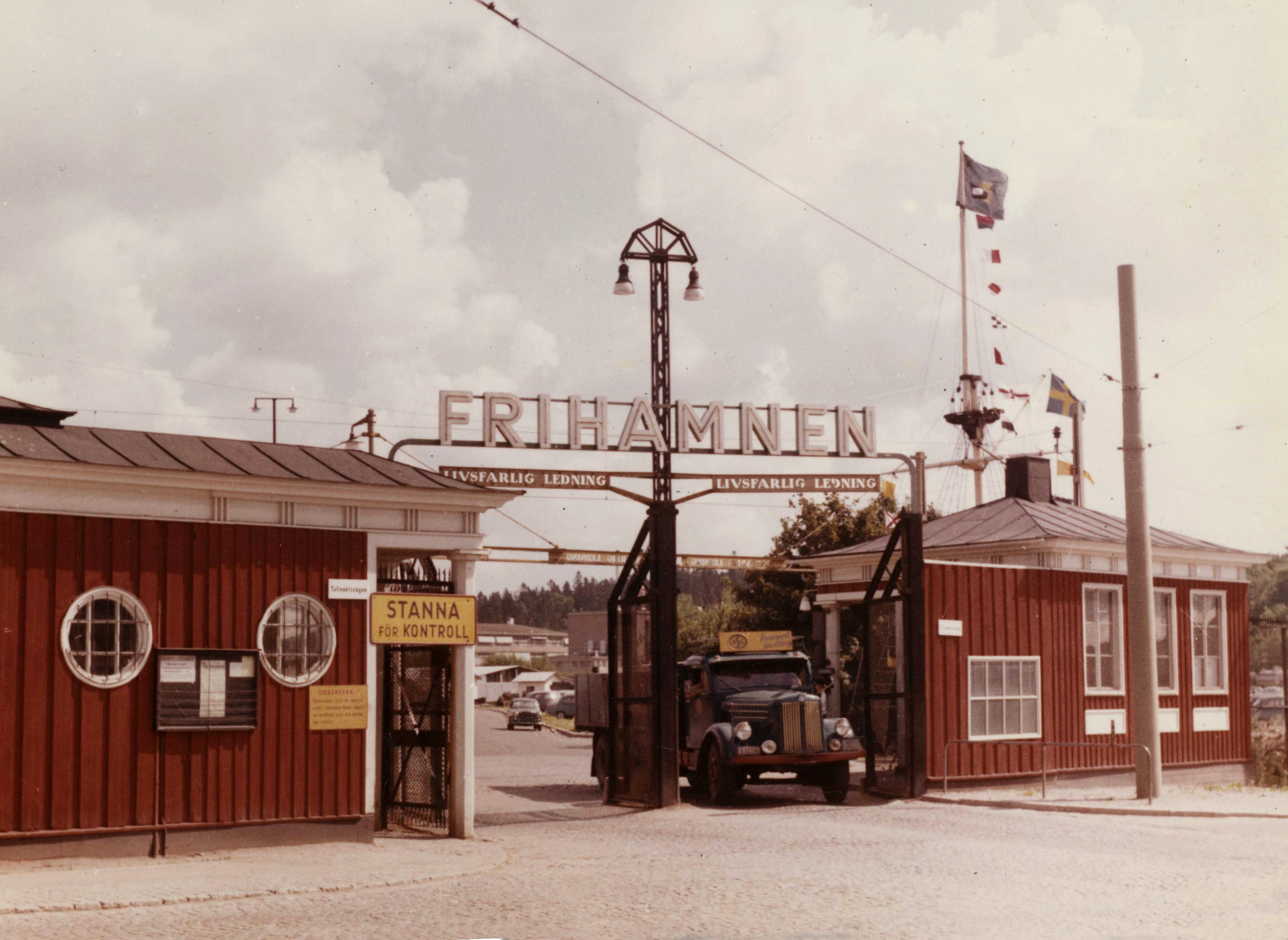
Tullkontrollen vid in- och utfarten 1958.

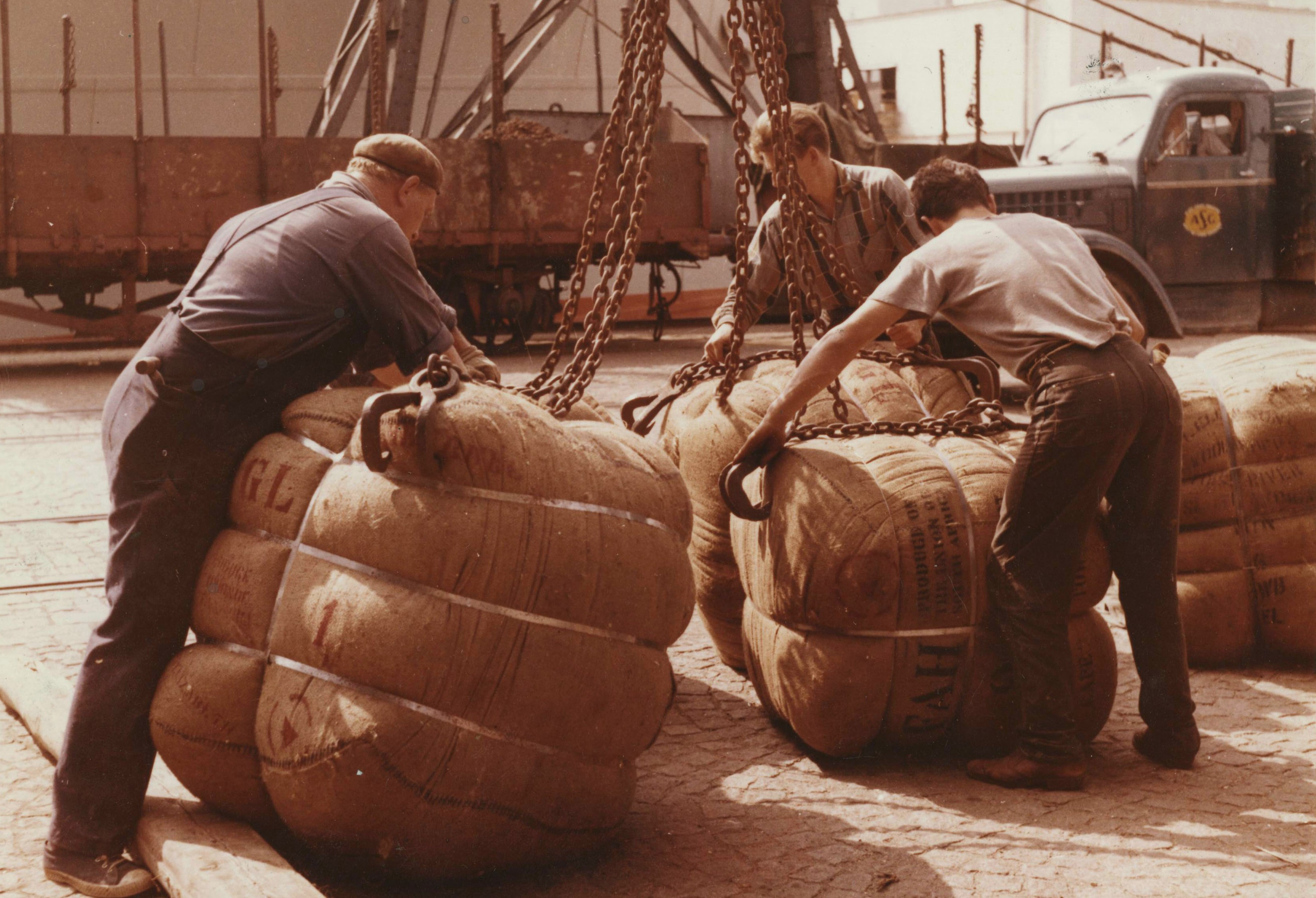
Sjåare i arbete 1965.

Frihamnens blomstringstid inträffade under 1950-talet. Den blev hamn för transocean styckegodstrafik samt trafiken på Medelhavet och Svarta havet. Frihamnen blev Stockholms lagringshamn med stora magasin och många kranar. Här fanns kyl- och frysutrymmen samt spannmålsmagasin.  
Åren 1962-1967 uppfördes områdets största magasin (Magasin 6), en gul tegelbyggnad längst ut på Frihamnspiren. Byggnaden innehöll frys-, kyl- och varmlager. Magasinet blev dock snabbt omodernt på grund av containertrafikens genombrott. Lindarängens flygverksamhet lades ner 1952, från den tiden återfinns idag enbart Sven Markelius hangarbyggnad uppförd 1931 för Lindarängens flyghamn och Lindarängens ispalats. 
1971 utvidgades Frihamnen söderut på den igenlagda Lindarängsviken där en containerhamn med Magasin 7 byggdes. Hit kommer i dag trafik från hamnar vid Östersjö- och Nordsjökusten. I Frihamnen finns även Lantmännens stora siloanläggning belägen på Frihamnspiren mellan Magasin 3 och 4. Härifrån exporteras spannmål. Den enorma silobyggnaden som redan uppfördes på 1930-talet (senare tillbyggd med ytterligare silor) har blivit ett välkänt landmärke i Värtaområdet.
På 1960-talet fanns fortfarande in- och utfarten med tullkontrollen mot Tegeluddsvägen kvar. Under tiden 15 maj till 15 september skulle Tullverkets personal ha vita kapell på sina mössor. Kontrollbyggnaderna finns delvis kvar idag (2011) men är avstängda och inhägnade. Huvudentrén till frihamnsområdet ligger numera lite längre söderut.
År 1979 flyttade Stockholms stadsmuseum sitt centralmagasin till två källarvåningar som innan dess var kylrum i Magasin 2 och 3. Där disponerar man en lageryta av cirka 8 300m². Lokalerna rustats upp efter museets önskemål. Bland annat har ett omfattande ventilationssystem installerats, vilket gett museet möjlighet att skapa olika klimatzoner för sina känsliga samlingar. Stockholms stadsarkiv har en filial i Magasin 3. Arkivalier som förvaras där lämnas ut i läsesalen på Kungsklippan. Sedan 2002 finns Stockholms Auktionsverk i Magasin 5.
År 1986 öppnade Balticterminalen för trafik på Sovjetunionen, som hade startat från Värtahamnen 1984. År 1990 öppnade Tallinnterminalen, sedermera omdöpt till Frihamnsterminalen, där bland annat M/S Estonia trafikerade mot Tallinn innan hon förliste den 28 september 1994. I dag går trafiken på Sankt Petersburg härifrån. I mitten på 1990-talet upphörde frihamnsfunktionen eftersom EU-anslutningen innebar att den mesta trafiken på Stockholm kom från ett gemensamt frihandelsområde.
År 2009 invigdes en ny kryssningsterminal. Idag (2011) förfogar Frihamnen över fem kajanläggningar (Kaj 1-5 räknade från norr till söder), frihamnspiren och containerterminalen.
Under åren 1998 till 2006 har godsgenomströmningen varierat mellan 2,6 och 3,1 miljoner ton per år och under samma tidsperiod har antalet passagerare varierat mellan 3 och 4 miljoner per år.

### Nutida bilder

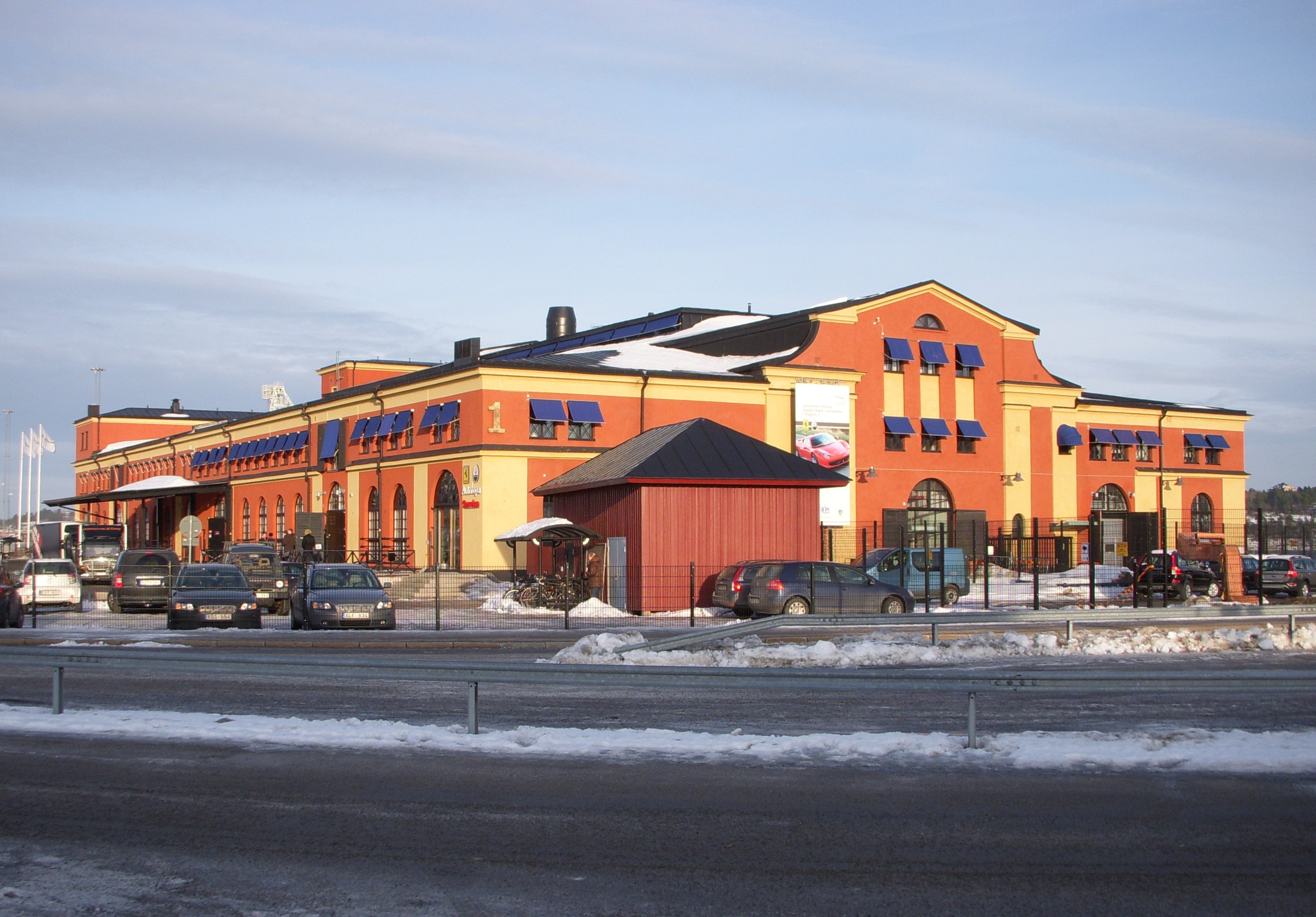
Magasin 1 vid Kaj 1.
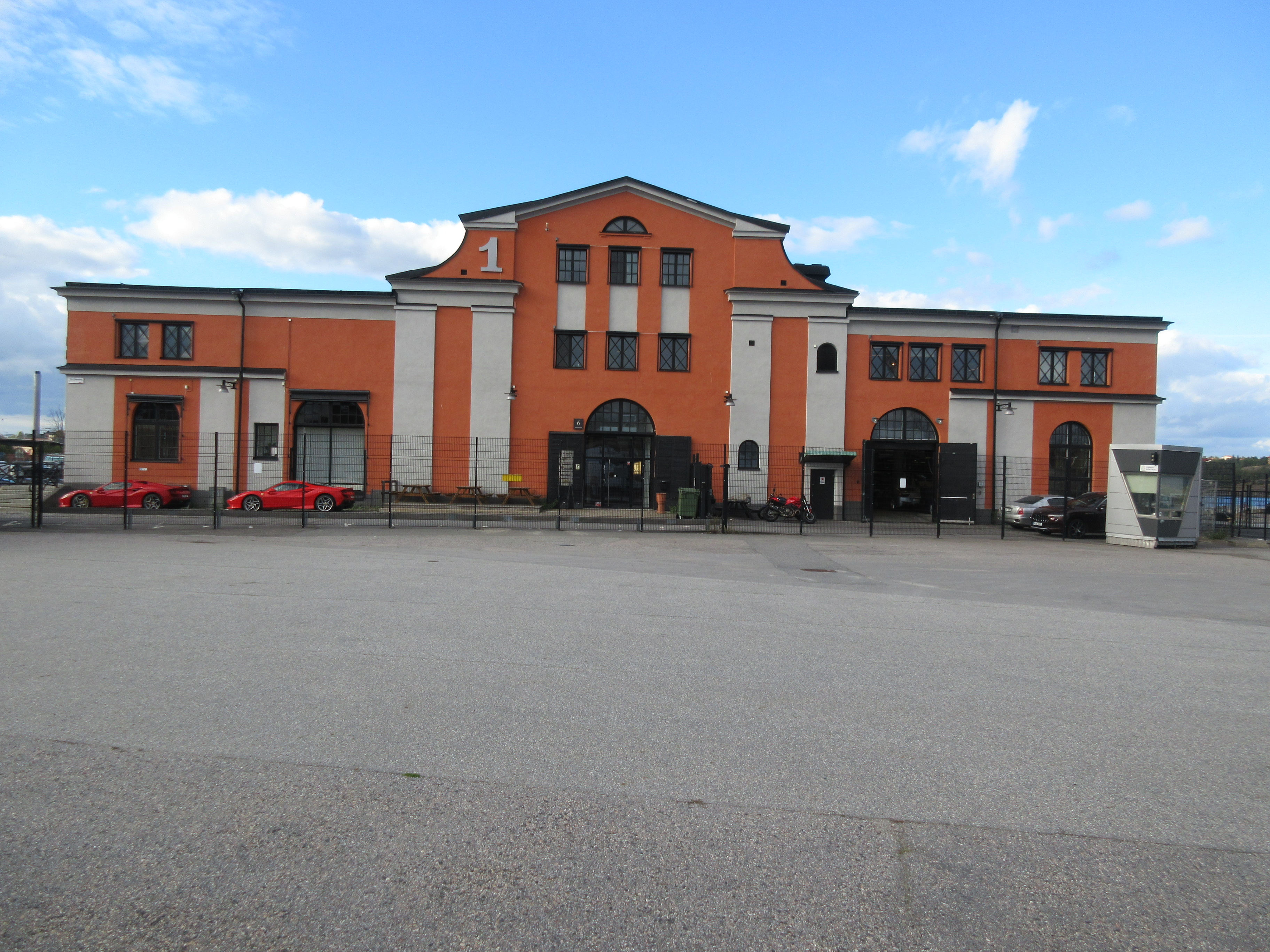
Magasin 1, gavelsidan, från september 2022 har Uppsala auktionskammare stora visningslokaler i byggnadens markplan.
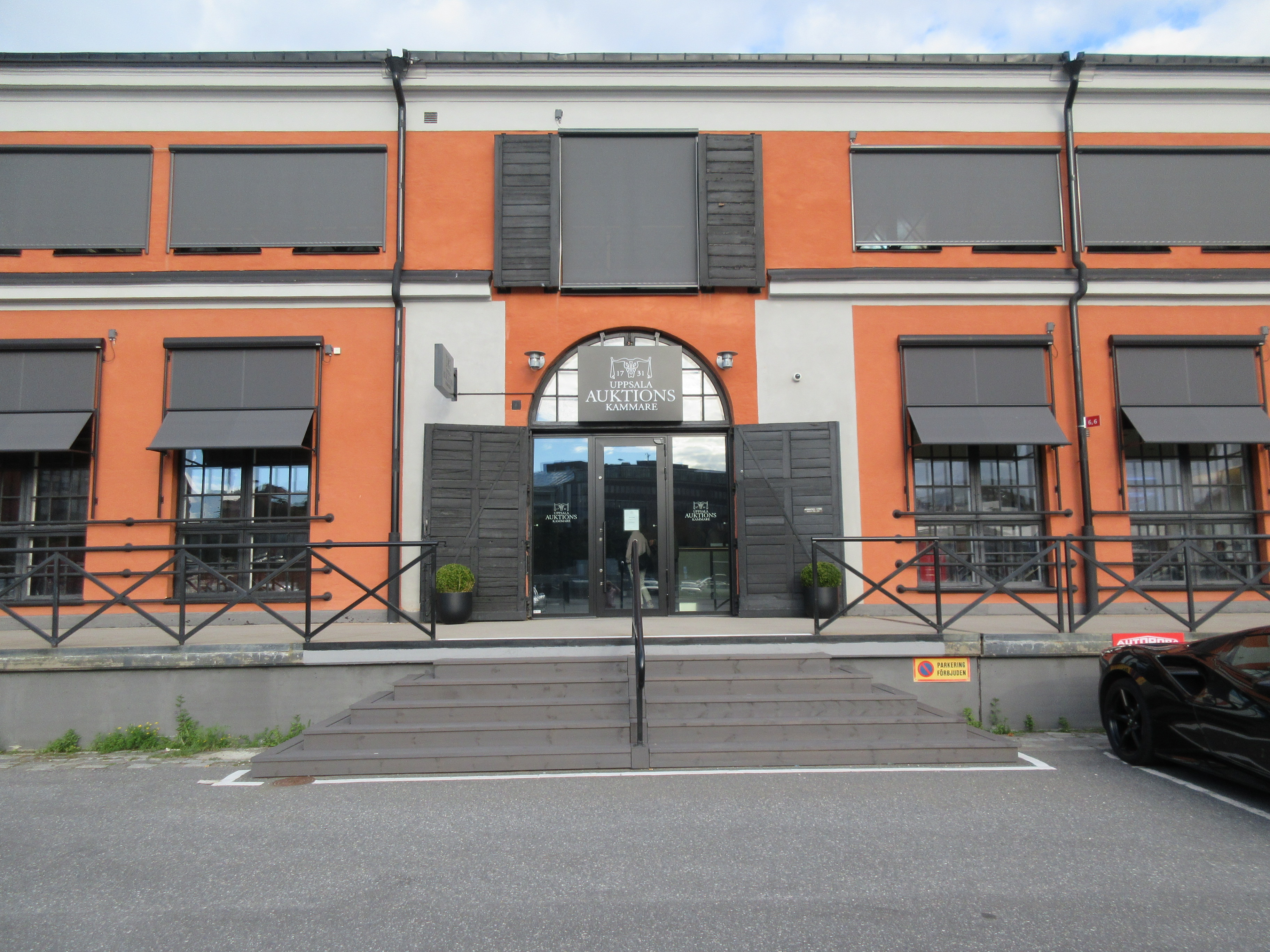
Magasin 1, entrén vid långsidan, där Uppsala auktionskammare har sina lokaler för sina Kvalitetsauktioner från hösten 2022.
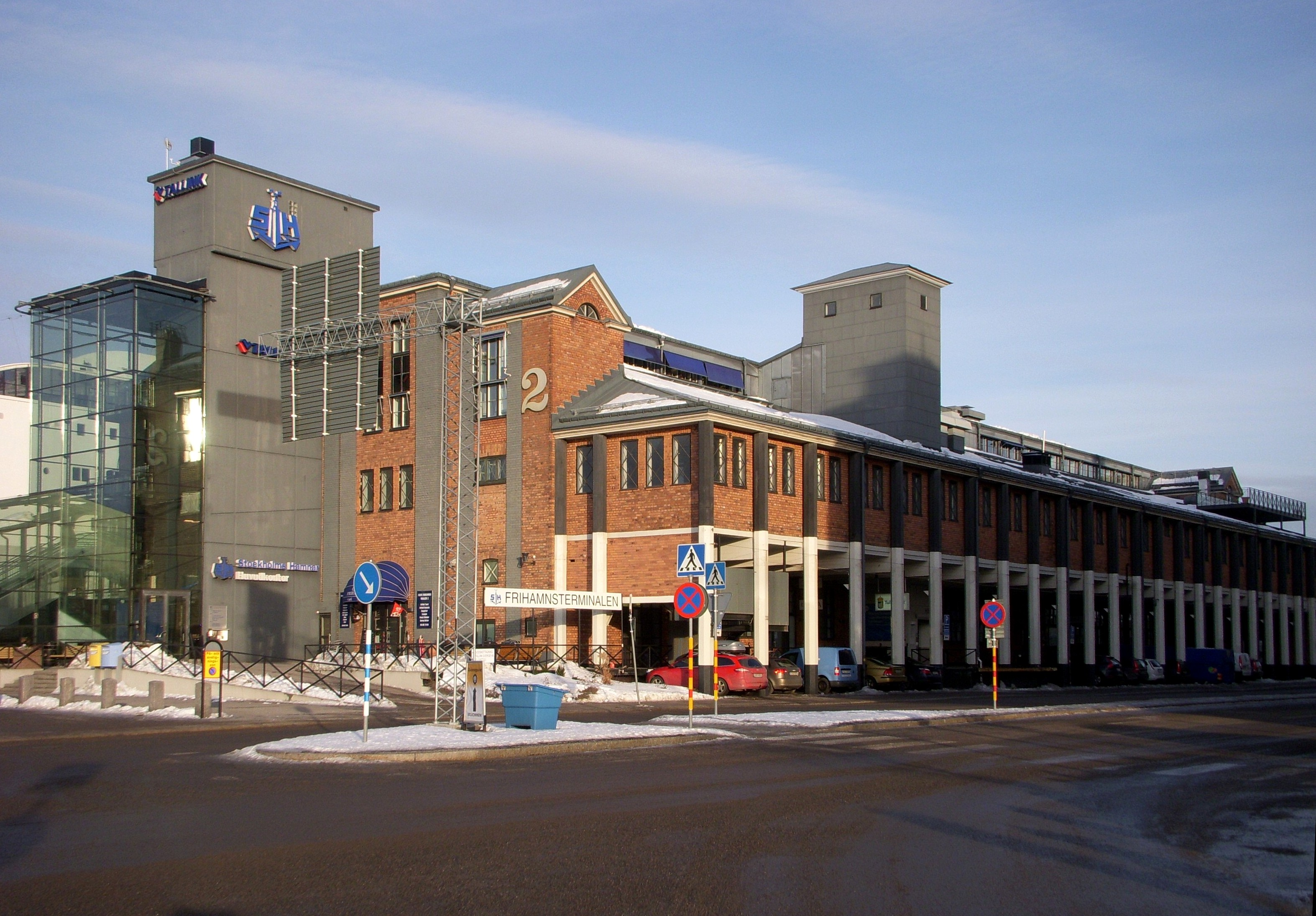
Magasin 2 och nya kryssningsterminalen vid Kaj 2, som invigdes 2009. Härifrån går trafiken till Sankt Petersburg.
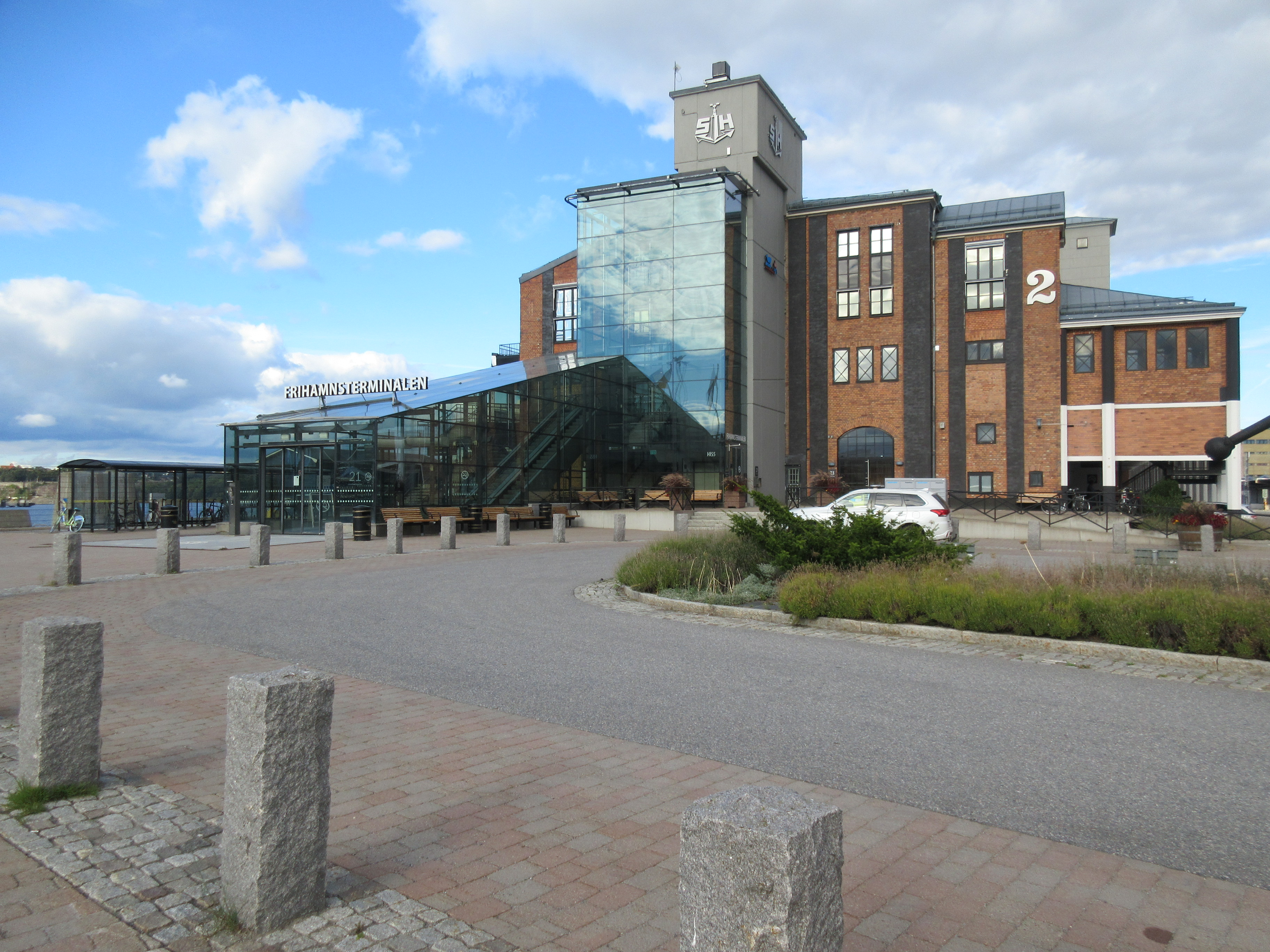
Magasin 2, Frihamnsterminalen, som öppnade år 1990 som Tallinnterminalen, varifrån trafiken mot Sankt Petersburg idag går.
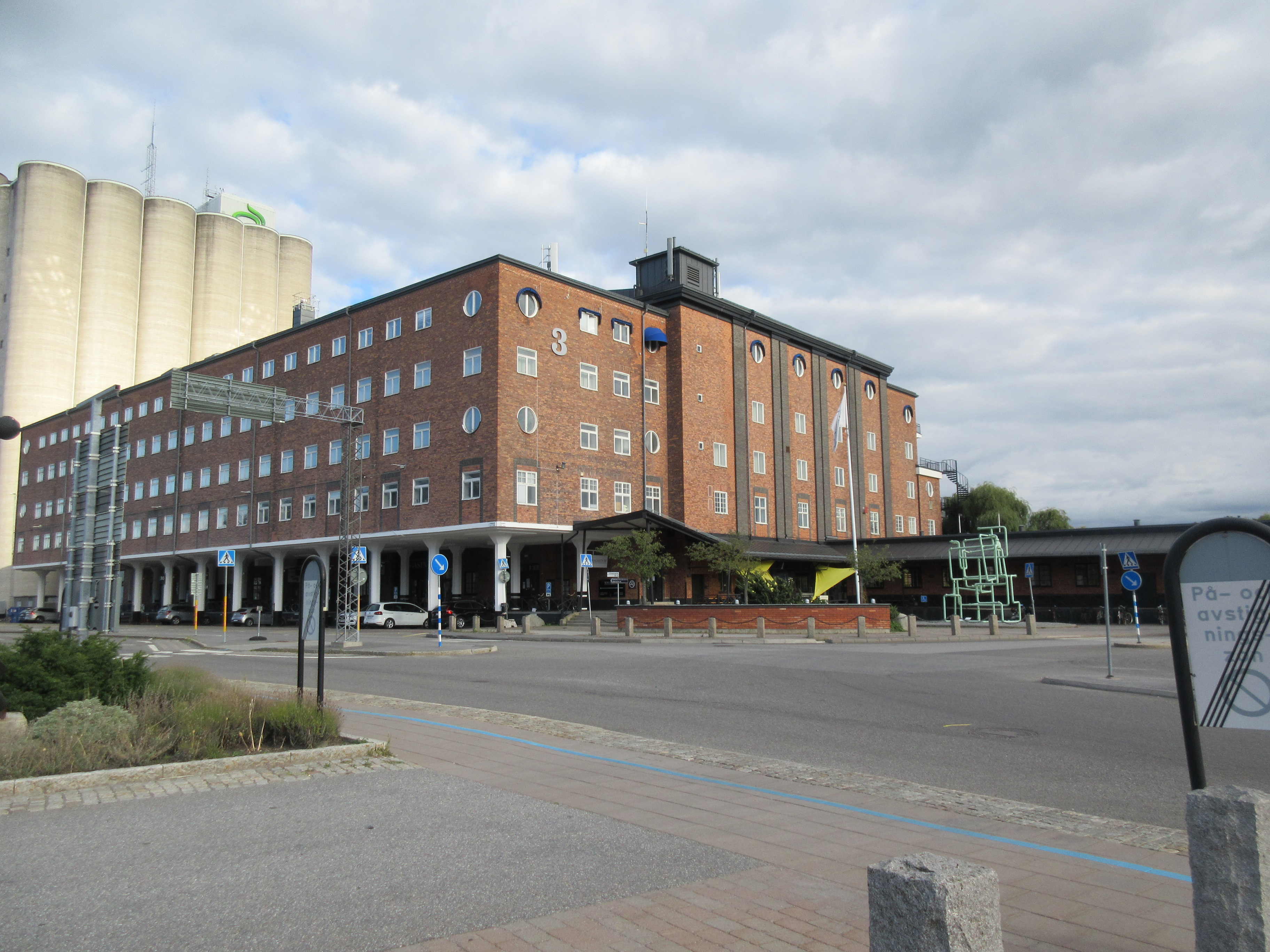
Magasin 3 Stockholm Konsthall är ett tidigare lagerhus som startade som konsthall, nu inrymmer lokalerna Magasin III Museum for Contemporary Art, ett privatägt svenskt konstmuseum för samtida konst.
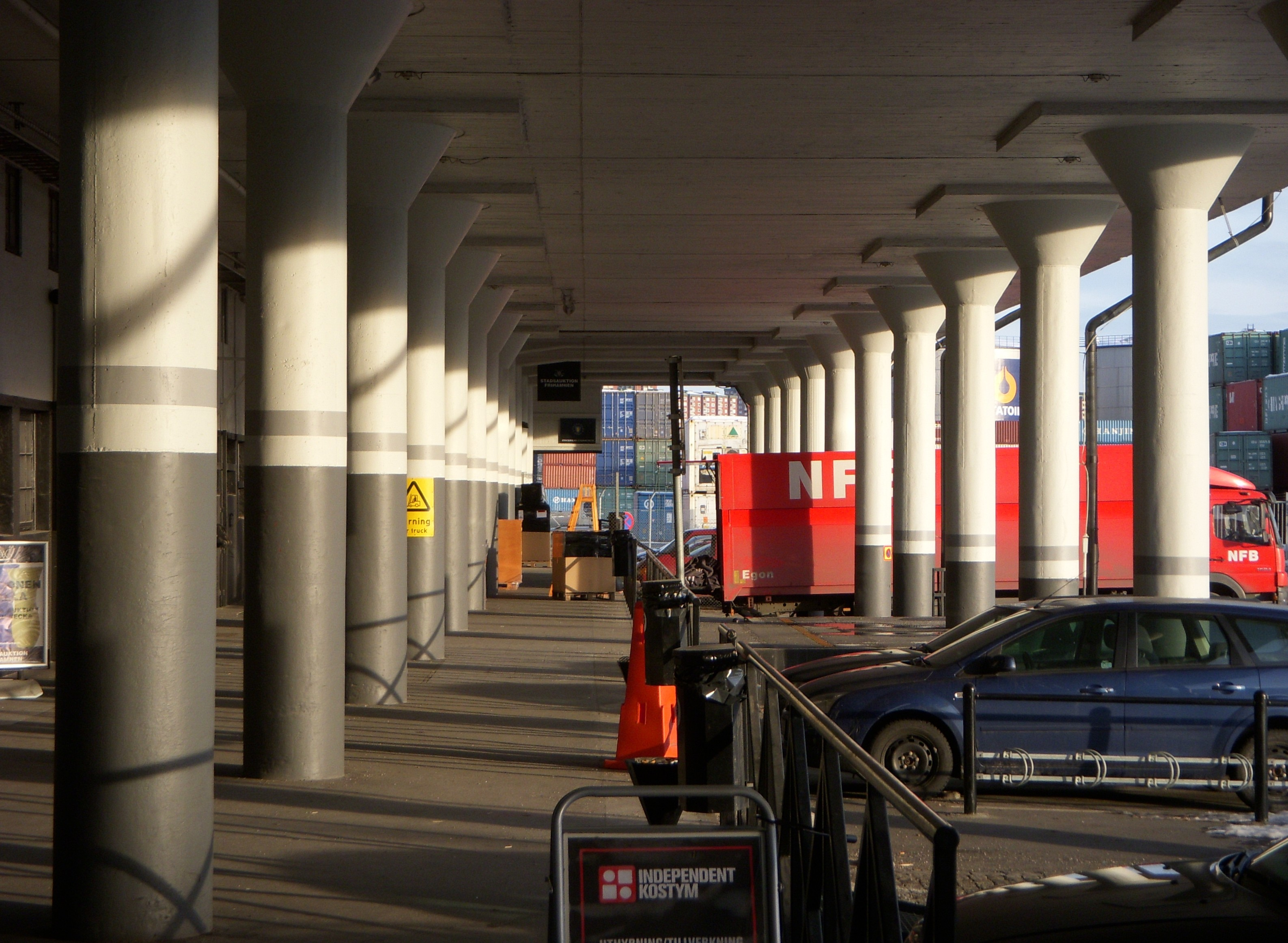
Lastplatser under Magasin 5 och Stockholms Auktionsverks lokaler.
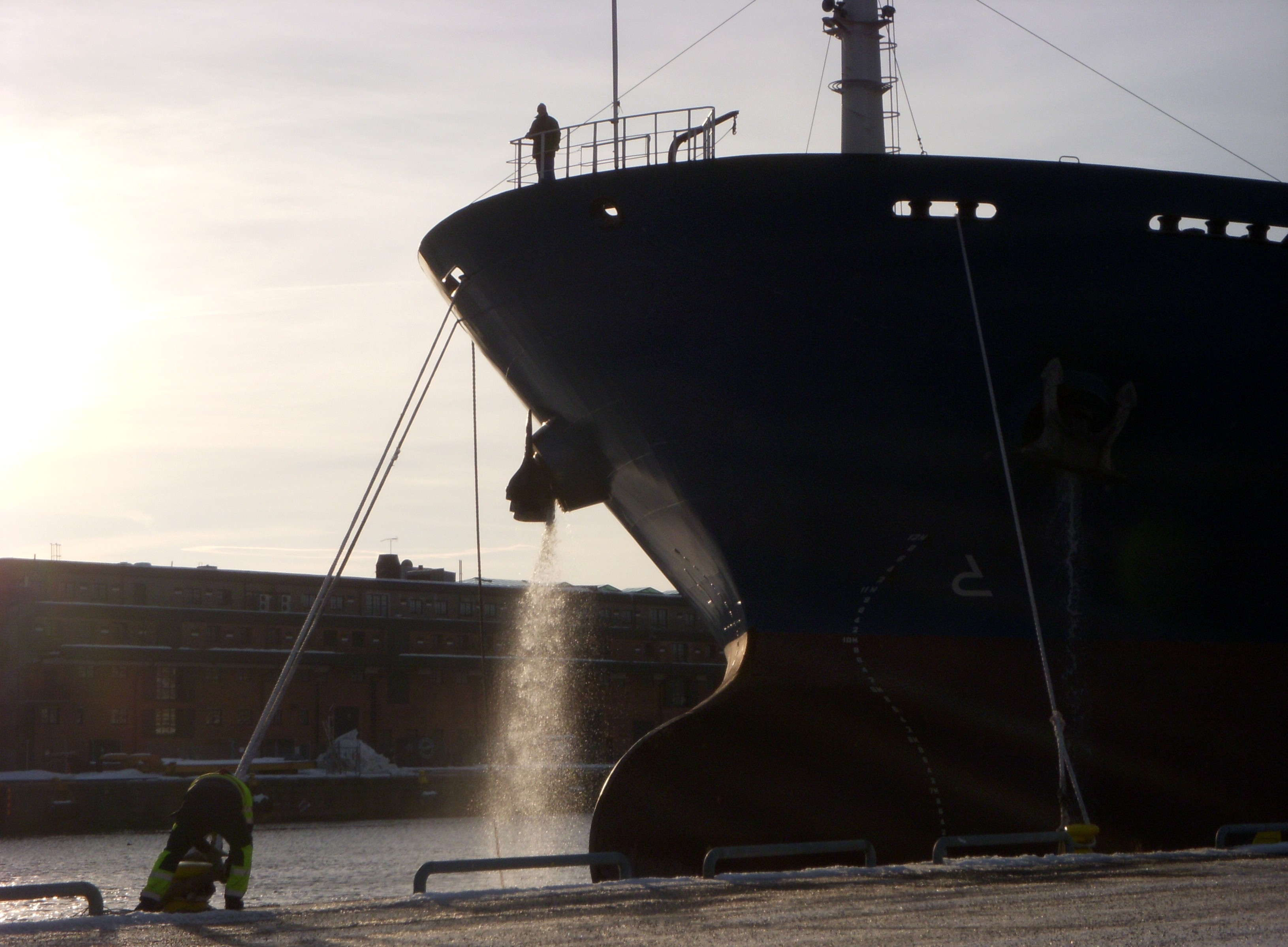
Ett lastfartyg vid Kaj 3 lossas, snart ett minne blott.

## I populärkultur
Frihamnen skildrades av Stieg Trenter i romanen Lysande landning (1946).
| ” | Nu var kapplöpningsbanans saga all. Där ena raksträckan löpt fram, höjde sig nu lyftkranar, funkiskomplex och väldiga magasin, inhägnade av ett högt järnstaket. Det var Frihamnen, några kvadratkilometer internationellt område, en stat i staten. Mellan magasinsbyggnader och kranar skymtade master och vimplar, och från fartygens skorstenar steg smala rökslingor som lodräta sträck upp mot den töckenblå himlen. | „ |
| – Huvudkaraktären Harry Friberg betraktar Frihamnen 1946 från Lindarängsvägen i romanen Lysande landning. | |   |

## Framtidsplaner
Enligt pågående (2010) planer skall färje- och kryssningstrafiken finnas kvar i Frihamnen men containerverksamheten kommer att flyttas till Norvikudden norr om Nynäshamn. Den mark som frigörs ska användas för bland annat bostäder, kontor och service. En förlängning av befintlig kaj 3 på Frihamnspiren planeras för att möjliggöra effektivare mottagande av kryssningsfartyg.